# Oscar Danielson
Oscar Danielson, född 24 februari 1971, är en svensk musiker och författare. Han har gett ut tio skivor och tre böcker. 2012 fick Danielson en Grammis för albumet Det kostar på att vara barn i kategorin "Årets Barnskiva".

## Diskografi
- Schysst & populär (1996)
- Gitarren är mitt svärd (1998)
- Att vara vacker är modernt igen (2004)
- Sårskorpor (2005) (tillsammans med Emma Nordenstam)
- En bild av lycka att spara på (2007)
- Stockholm i mitt hjärta (2011)
- Det kostar på att vara barn (2011)
- Fina år (1996–2012) (samling, 2012)
- Fina spår (1996–2012) (vinylsamling, 2012)
- Oscar Danielson sjunger för barn som borde sova (2013)
- Lovesongs (2014)
- Det här kan bli året som jag faller (2020)